# Crassula inanis
Crassula inanis är en fetbladsväxtart som beskrevs av Carl Peter Thunberg. Crassula inanis ingår i släktet krassulor, och familjen fetbladsväxter. Inga underarter finns listade i Catalogue of Life.